# Onda (község)
Onda egy község Spanyolországban, Castellón tartományban. Onda L'Alcora, Almassora, Artana, Betxí, Castellón de la Plana, Fanzara, Ribesalbes, Tales és Vila-real községekkel határos. Lakosainak száma 25 817 fő (2024).

## Népesség
A település népessége az elmúlt években az alábbi módon változott:
| Lakosok száma | 19 716 | 21 566 | 22 526 | 25 691 | 25 704 | 25 228 | 24 856 | 24 859 | 24 939 | 25 817 |
|               | 2001   | 2004   | 2006   | 2009   | 2011   | 2014   | 2016   | 2019   | 2021   | 2024   |